# Archidiocèse de Cincinnati
L'archidiocèse de Cincinnati (Archidioecesis Cincinnatensis) est un siège métropolitain de l'Église catholique aux États-Unis. En 2023, il comptait 459 700 baptisés pour 3 091 874 habitants.

## Territoire
L'archidiocèse se trouve au sud-ouest de l'État de l'Ohio dont il englobe les comtés suivants : Adams, Auglaize, Brown, Butler, Champaign, Clark, Clermont, Clinton, Darke, Greene, Hamilton, Highland, Logan, Mercer, Miami, Montgomery, Preble, Shelby et Warren.

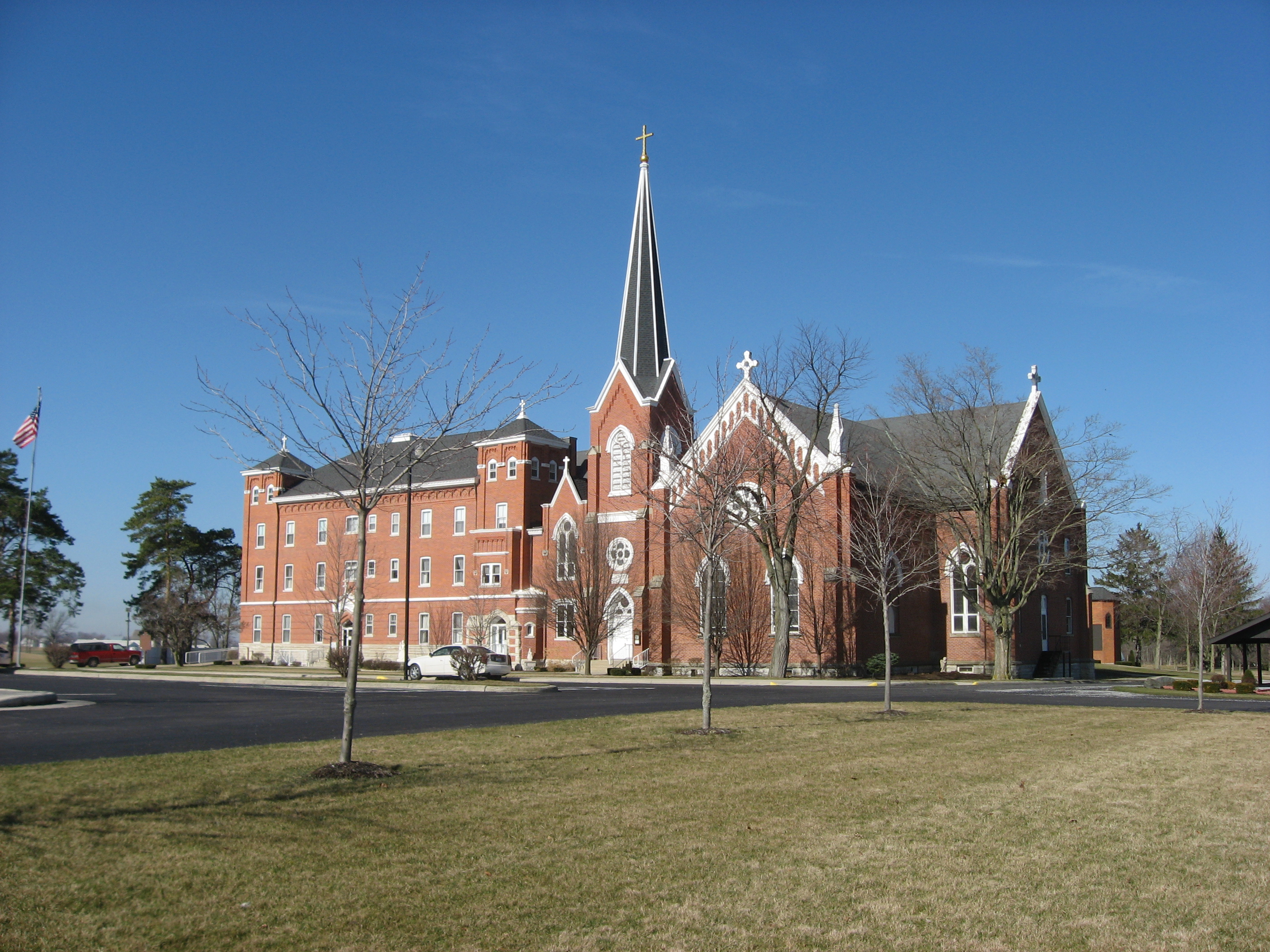
Vue du sanctuaire national des Saintes-Reliques à Maria Stein (comté de Mercer).

Le siège archiépiscopal est à Cincinnati, où se trouve la cathédrale Saint-Pierre-aux-Liens (en) (Saint Peter in Chains). Deux sanctuaires nationaux se trouvent aussi dans l'archidiocèse : le sanctuaire des Saintes-Reliques (National Shrine of the Holy Relics) dans le comté de Mercer, et le sanctuaire Saint-Antoine (National Shrine of St. Anthony) à Cincinnati.
Le territoire s'étend sur 22 364 km² et il est subdivisé en 209 paroisses (2023).

### Province ecclésiastique
La province ecclésiastique de Cincinnati, instituée en 1850, s'étend sur tout l'État de l'Ohio, et comprend les diocèses suffragants suivants : 
- diocèse de Cleveland,
- diocèse de Columbus,
- diocèse de Steubenville,
- diocèse de Toledo,
- diocèse de Youngstown.

## Histoire
Le diocèse est érigé le 19 juin 1821 par le bref apostolique Inter multiplices de Pie VII, recevant son territoire du diocèse de Bardstown (en) (aujourd'hui archidiocèse de Louisville). À l'origine, il était suffragant de l'archidiocèse de Baltimore.
À l'époque de l'érection du diocèse, un loi non écrite prohibait la construction d'églises catholiques à Cincinnati, si bien que la première cathédrale fut construite dans un faubourg de la ville.
Le 8 mars 1833 et le 23 avril 1847, il cède des portions de territoires à l'avantage respectivement des nouveaux diocèses de Détroit (aujourd'hui archidiocèse) et de Cleveland.
Le 19 juillet 1850, il est élevé au rang d'archidiocèse métropolitain par la bulle In Apostolicae Sedis du bienheureux Pie IX.
Le 3 mars 1868, il cède encore une portion de territoire pour le nouveau diocèse de Columbus.
En 1939, McNicholas fonde à Cincinnati les Missionnaires d'Amérique de Glenmary.
Le 1er août 1957, par effet du décret Metropolitanam Cathedram de la Sacrée Congrégation consistoriale, la cathédrale est transférée de l'église Sainte-Monique à l'église Saint-Pierre-aux-Liens, agrandie et restaurée, qui avait été la cathédrale du diocèse jusqu'au 16 juillet 1938.

## Statistiques
- En 1950, il comptait 294.493 baptisés pour 1.576.500 habitants (18,7%), servis par 838 prêtres (419 diocésains et 419 réguliers), 675 religieux et 2.956 religieuses dans 255 paroisses
- En 1966, il comptait 538.314 baptisés pour 2.618.117 habitants (20,6%), servis par 940 prêtres (472 diocésains et 468 réguliers), 898 religieux et 3.115 religieuses dans 260 paroisses
- En 1976, il comptait 513.778 baptisés pour 2.691.900 habitants (19,1%), servis par 823 prêtres (444 diocésains et 379 réguliers), 2 diacres permanents, 737 religieux et 2.238 religieuses dans 256 paroisses
- En 2000, il comptait 511.165 baptisés pour 2.915.620 habitants (17,5%), servis par 580 prêtres (330 diocésains et 250 réguliers), 137 diacres permanents, 423 religieux et 1.305 religieuses dans 231 paroisses
- En 2004, il comptait 512.146 baptisés pour 2.951.228 habitants (17,4%), servis par 552 prêtres (305 diocésains et 247 réguliers), 136 diacres permanents, 395 religieux et 1.127 religieuses dans 224 paroisses
- En 2016, il comptait 453.411 baptisés pour 3.012.563 habitants (15,1%), servis par 463 prêtres (264 diocésains et 199 réguliers), 206 diacres permanents, 327 religieux et 743 religieuses dans 211 paroisses[4].

On constate une baisse du nombre de baptisés rapportés à la population totale, une division par deux du nombre de prêtres et de religieux et une chute brutale des vocations féminines apostoliques, tandis que le nombre de diacres augmente légèrement.

### Articles liés
- Liste des juridictions catholiques aux États-Unis
- Église catholique aux États-Unis